# والت جان
والت جان (بالإنجليزية: Walt Jean)‏ هو لاعب كرة قدم أمريكية أمريكي، ولد في 2 يناير 1898 في تشيليكوث في الولايات المتحدة، وتوفي في 28 مارس 1961.

## وصلات خارجية
- والت جان على موقع مرجع كرة القدم المحترفة.كوم (الإنجليزية)